# Menkauhor
Menkauhor Kaju, znan tudi kot  Ikauhor (helenizirano v starogrško Μεγχερῆς, Menherês) je bil faraon Starega egipčanskega kraljestva. Bil je sedmi vladar iz Pete dinastije, ki je vladal na koncu 25. stoletja pr. n. št. ali v zgodnjem 24. stoletju pr. n. št.
Na egipčanskem prestolu je nasledil Njuserre Inija in vladal osem ali devet let. Nasledil ga je Džedkare Isesi. V zgodovinskih virih je dobro dokazan, iz njegove vladavine pa se je kljub temu ohranilo samo nekaj artefaktov. Njegovo sorodstvo s predhodnikom in naslednikom je zato nejasno. Vsi njegovi potomci so neznani. Njegova mati bi lahko bila kraljica Kentkaus III., kar kažejo najdbe iz njene grobnice, odkrite leta 2015.
Njegovi edini znani dejavnosti sta gradnja spomenikov in rudarska odprava v rudnike bakra in turkiza na Sinaju. Ukazal je gradnjo templja sonca Akhet-Ra, kar pomeni Rajevo obzorje. Bil je zadnji znani tempelj sonca v Egiptu. Znan je samo iz napisov v grobnicah njegovih svečenikov, njegova lokacija pa še ni odkrita. 
Menkauhor je bil pokopan v majhni piramidi v Sakari, imenovani Netjer-Isut Menkauhor – Božanski Menkauhorjevi prostori. Zdaj je znana kot Brezglava piramida. Njene ruševine je prekril puščavski pesek, zato so jo odkrili šele leta 2008.
Menkauhorjev posmrtni kult se je ohranil do konca Starega kraljestva. Kultu je pripadalo najmanj sedem domen, ki so pridelovale dobrine za njegovo vzdrževanje. Kult pobóženega Menkauhorja, znanega po naslovu Močni gospodar dveh dežel, posvečeni Menkauhor, se je ponovno pojavil v  Novem kraljestvu (okoli 1550 – okoli 1077 pr. n. št.) in trajal najmanj do Devetnajste dinastije, se pravi okoli 1200 let po njegovi smrti.

## Dokazi

### Zgodovinski viri
Menkauhor je dokazan v treh hieroglifskih virih, vseh iz mnogo kasnejšega obdobja Novega kraljestva. Njegovo ime je v 32. vnosu Abidoškega seznama kraljev, ki je bil napisan na stene templja med vladanjem Setija I.  (1290–1279 pr. n. št.). Omenjen je tudi v 30. vnosu Sakarskega seznama kraljev in v 23. vrstici tretjega stolpca Torinskega seznama kraljev. Slednja sta bila napisana med vladanjem Ramzesa II. (1279–1213 pr. n. št.). Torinski seznam mu pripisuje osem let vladanja. Vsi viri omenjajo, da je bil njegov predhodnik Njuserre Ini, naslednik pa Džedkare Isesi.
Menkauhor je bil verjetno omenjen tudi v Egiptiaki, zgodovini Egipta, ki jo je v 3. stoletju pr. n. št. napisal egipčanski svečenik Maneton. Izvirno besedilo Egiptiake  se ni ohranilo. Znana je samo  preko kasnejših spisov Seksta Julija Afričana in Evzebija. Afričan na osnovi Egiptiake piše, da se je sedmi faraon iz Pete dinastije imenoval Mencherês, se pravi Menkauhor. Pripisuje mu devet let vladanja, kar se dosti dobro ujema z osmimi leti na Torinskem seznamu kraljev. Nekateri egiptologi domnevajo, da je bolj verjeten slednji podatek.

### Primarni viri
Iz Menkauhorjeve vladavine se je v primerjavi z drugimi vladarji iz Pete dinastije ohranilo zelo malo najdb. Menkauhorjevo ime je kljub temu dobro dokazano v imenih in naslovih svečenikov in uradnikov iz Pete dinastije in imenih zemljiških posesti, ki so pripadale njegovemu kultu.   Med izvirne najdbe spadata dve kamniti posodi z njegovim imenom, najdeni v Neferefrejevem pogrebnem templju. Posodi sta bili morda Menkauhorjevo darilo Neferefrejevemu kultu. V istem templju in na prostoru v Abusirju, znanem kot Džedkarejevo družinsko pokopališče, so odkrili tudi nekaj pečatov. Odtise njegovega valjastega pečatnika, na katerem je Menkauhorjevo Horovo ime kot del imena njegove piramide, so odkrili tudi v pokopališkem kompleksu Njuserre Inija in v nekropolah v Gizi in Gebeleinu.
Zlat valjast pečatnik z Menkauhorjevo kartušo kot delom imena njegove piramide in serekom Džedkare Isesija je razstavljen v Museum of Fine Arts v Bostonu.  Pečatnik naj bi odkrili v dolini reke Pactola (turško Sart Çayı) v zahodni Anatoliji, kar bi lahko dokazovalo široke trgovske stike v času Pete dinastije, vendar porekla pečatnika ni mogoče preveriti.
Edina  ohranjena zanesljivo  Menkauhorjeva upodobitev je grob, morda nedokončan kipec iz alabastra. Menkauhor, sedeč na prestolu, nosi tesno oprijeta obredna oblačila za praznik Heb-sed.  Kipec so odkrili v komori, zgrajeni v poznem Novem kraljestvu pod tlemi sobe zahodno od svetega jezera v Ptahovem templju v Memfisu. Egiptolog Jocelyn Berlandini domneva, da je Menkauhorjev tudi kip, ki se običajno pripisuje faraonu Tetiju iz Šeste dinastije.
Na spomenikih je Menkauhor dokazan samo na skalnem napisu v vadiju Maghara na Sinajuehu na Sinaju, na katerem je njegov titularij, in grobi steli iz Mastabe 904 v Sakari, na kateri je njegova kartuša.

## Družina

### Ime
Menkauhorjevo ime se lahko prevede kot Večna je Horova Ka. Ime odstopa od imen drugih faraonov iz Pete dinastije, saj je bil edini edini faraon v 80 letih, v katerega imenu se ne omenja bog sonca Ra. Zanimivo je, da se ime Menkauhor pojavlja med princi iz Pete dinastije. Sin Njuserre Inija, na primer, se je imenoval Kentikauhor, kar pomeni Horove sile so v ospredju,  sin Džedkare Isesija pa  Neserkauhor.

### Sorodstvo
Menkauhorjevega sorodstva z njegovim predhodnikom Njuserrejem in naslednikom Džedkarejem zaradi pomanjkanja primarnih virov ni mogoče zanesljivo potrditi. Menkauhor bi lahko bil Njuserrejev sin. Za Njuserreja je znano, da je bil oče princa Kentikauhorja, ki je omenjen na reliefu v pogrebnem kompleksu Njuserrejeve matere,  kraljice Kentkaus II. Podobnost imen Kentikauhor in Menkauhor je egiptologa Miroslava Vernerja in Vivienne Callender privedla do domneve, da bi lahko bila ista oseba. Hipoteza je morda kontradiktorna z napisom, odkritim leta 2008 v mastabi Verkaureja, najstarejšega sina neimenovanega vladarja. Napis omenja Menkauhorja, vendar mu ne pripisuje nobenih vladarskih atributov. Egiptologa Hana Vymazalová in Filip Coppens domnevata, da gre morda za Menkauhorja, ko je bil še princ. To hkrati pomeni, da sta bila Menkauhor in Kentikauhor različni osebi, morda celo brata, sinova Njuserre Inija.
Enako nezanesljivo je prepoznavanje Menkauhorjeve matere. Januarja 2015 je ekipa čeških arheologov v okolici Neferefrejeve piramide v Abusirju odkrila grobnico Kraljeve soproge in Kraljeve matere Kentkaus III. Blatni pečati v grobnici so pokazali, da je bila Kentkaus III. pokopana med vladanjem Njuserre Inija. Ker je bila kraljica Kentkaus II. zanesljivo  Njuserrejeva mati, je odkritje pokazalo, da je bila Menkauhorjeva mati kraljica Kentkaus III. Položaj njene grobnice tik ob Neferefrejevi piramidi bi lahko pomenil, da je bila  Neferefrejeva žena, Neferefre pa Menkauhorjev oče.

### Soproge
Nobene Menkauhorjeve soproge/kraljice ni moč zanesljivo prepoznati. Egiptolog Wilfried Seipel je predlagal, da je bila Menkauhorjeva soproga kraljica Kuit I. Svoj predlog je utemeljeval z datiranjem grobnic, ki obdajajo Kuitino grobnico. Kraljica naj bi živela sredi Pete dinastije. S postopkom eliminacije je vsaki znani kraljici pripisal ustreznega faraona, tako da je kot edini kandidat za njenega faraona ostal Menkauhor.  Njegovo sklepanje je ovrgel egiptolog Michel Baud z argumentom, da je lahko vsak faraon imel več kot eno kraljico.
Za njegovo kraljico je bila predlagana tudi Meresank IV. Predlog je temeljil na položaju njene grobnice v Sakari. Mogoče je tudi, da je bila Meresank IV. soproga Džedkare Isesija.

### Potomci
Hipoteze, da je bil Menkauhorjev naslednik Džedkare Isesi njegov sin, ni mogoče niti potrditi niti ovreči. Iz lokacije in datiranja grobnic v Sakari je mogoče sklepati, da je imel Menkauhor dva sinova: princa Raemkaja in Kaemčenenta.   Oba princa sta bila sinova  Meresank IV., vendar bi lahko bila tudi sinova Džadkare Isesija.

## Vladanje

### Trajanje
Egiptologi so na osnovi zgodovinskih virov ugotovili, da je vladal osem ali devet let. Majhen Menkauhorjev kip, na katerem je v opravi za festival Sed, namiguje, da je vladal morda dlje, ker so se festivali Sed prirejali po trideset letih vladanja. Egiptolog Hartwig Altenmüller trdi, da je to malo verjetno, ker festival Sed ni vedno pomenil dolgega vladanja. Podobno opravljen je na primer tudi faraon Sahure na reliefu v njegovem pogrebnem templju,  čeprav je vladal manj kot štirinajst polnih let.

### Dejavnosti
Zaradi pomanjkanja najdb in napisov, povezanih z njegovim vladanjem, je znanih samo nekaj Menkauhorjevih dejavnosti. V Vadi Maghara na Sinaju je poslal odpravo, ki naj bi raziskala tamkajšnje rudnika bakra in turkiza. Odpravo dokazuje poškodovan skalni napis z Menkauhorjevim titularijem, Rudniki na Sinaju so se izkoriščali že od Tretje dinastije (2686-2613 pr. n. št.). 

## Gradnje
Menkauhor je naročil gradnjo dveh velikih spomenikov: templja sonca za čaščenje boga Raja in pogrebne piramide, znane kot Brezglava piramida.

### Sončev tempelj
Menkauhor je skladno s tradicijo, ki jo je začel ustanovitelj  Pete dinastije Userkaf, zgradil tempelj, posvečen bogu Raju. Bil je zadnji faraon, ki je zgradil tovrsten tempelj. Njegova naslednika Džedkare Isesi in Unas sta tradicijo opustila,  ker se je Rajev kult začel opščati v korist boga Ozirisa.  Menkauhorjev sončev tempelj  Akhet-Ra, ki se prevaja kot Rajevo obzorje ali Kraj, kamor prihaja Ra, je verjetno deloval zelo malo časa ali morda ni bil nikoli dokončan. Njegove lokacije še niso odkrili.

### Piramida
Menkauhor Kaiu je svojo piramido zgradil  v severni Sakari in ne na kraljevi nekropoli v Abusirju kot njegovi predhodniki iz Pete dinastije. Vzrok za selitev bi lahko bilo pomanjkane prostora.
Piramida (Lepsius XXIX) se je imenovala Nečer-isut-Menkauhor, kar bi se lahko prevedlo kot Menkauhorjevi božanski prostori.  Arabci so jo zaradi njene oblike imenovali Brezglava piramida.   Piramido, zasuto s peskom, so odkrili v zgodnjem 20. stoletju. Njena pripadnost faraonu Menkauhorju je bila dolgo časa sporna. Pripisovali so jo faraonu Merikareju, katerega piramide do takrat še niso odkrili. Leta 2008 so piramido dokončno prepoznali kot Menkauhorjevo.
Ocenjuje se, da je njena osnovnica merila 50-60 m, višina pa 40-50 m, zato je ena od najmanjših piramid faraonov Starega kraljestva. Njena velikost kaže, da bi jo Menkauhor lahko dokončal v svoji relativno kratki vladavini.
Vhod v podzemne prostore piramide je na njeni severni strani. Vhod je zaprt z dvema blokoma, ki kažeta, da se je pokop opravil. Med izkopavanji v 1930. letih so v pogrebni komori odkrili zlomljen pokrov sarkofaga iz modrosivega bazalta.

## Pogrebni kult

### Staro kraljestvo
Menkauhorjev pogrebni kult  s središčem v njegovem piramidnem kompleksu je trajal najmanj do druge polovice Šeste dinastije, se pravi skoraj 150 let. Vzdrževal se je s pridelki in dohodki zemljiških posesti,  ki jih je pred smrtjo ustanovil Menkauhor. Poosebljene podobe njegovih posesti so prikazane na zidovih mastab njegovih svečenikov. Večina mastab je v severni Sakari blizu Džoserjevega piramidnega kompleksa. Nekaj jih je tudi v Abusirju in Gizi.
Znana so imena najmanj sedmih Menkauhorjevh domen.

### Novo kraljestvo
Menkauhorjev kult je ponovno oživel v Novem kraljestvu (1550–1077 pr. n. št.). Menkauhorja so pobóžili v lokalnega boga sakarske nekropole  in ga poimenovali Močan vladar Dveh dežel, Menkauhor upravičeni. Kult je dokazan na reliefih v grobnicah predstojnika umetnikov in draguljarjev Amenemineta in zdravnika Tutuja v severni Sakari. Oba sta živela v obdobju Osemnajste dinastije (1550–1292 pr. n. št.) med vladavinami Tutankamona, Aja in Horemheba.
Na  kamnite bloku iz poznega ramzeškega obdobja (1292–1077 pr. n. št.), ki ga je odkril Lepsius v Abusirju,  je Menkauhor upodobljen sedeč na prestolu ob štirih drugih pobóženih faraonih iz Starega kraljestva: prvi je verjetno Sneferu, kateremu sledijo Džedefre, Menkaure, Menkauhor in Neferkare. Lastnik grobnice stoji pred njimi in moli. Podoben prizor je tudi na drugem reliefu iz istega obdobja. Na njem so upodobljeni faraoni Džoser, Teti, Userkaf in Menkauhor.
Vzrok za obstoj Menkauhorjevega kulta v pozni Osemnajsti in Devetnajsti dinastiji je morda lega njegove piramide, ki je stala na poti do nekropole svetih bikov Apisov, ki je kasneje postala serapejon.